# Electromagnets II
| Críticas profissionais | Críticas profissionais |
| Avaliações da crítica  | Avaliações da crítica  |
| Fonte                  | Avaliação              |
| ---------------------- | ---------------------- |
| The Austin Chronicle   | [ 1 ]                  |

Electromagnets II é o segundo CD da banda de jazz fusion/rock estadunidense The Electromagnets.
O CD foi gravado em 1975, mas só foi lançado em 2005 pelo selo Vortexan Music.

## Faixas
| N.º            | Título                | Compositor(es) | Duração |  |
| 1.             | "Pea Szong"           | Bill Maddox    | 6:32    |  |
| 2.             | "Neon"                | Stephen Barber | 8:09    |  |
| 3.             | "Cannonball"          | Eric Johnson   | 3:46    |  |
| 4.             | "Wake Up"             | Eric Johnson   | 2:54    |  |
| 5.             | "Melvin and The Apes" | Stephen Barber | 5:14    |  |
| 6.             | "Hunting Season"      | Eric Johnson   | 2:40    |  |
| 7.             | "Simon's Dance"       | Bill Maddox    | 4:53    |  |
| 8.             | "Where I Wander"      | Eric Johnson   | 5:16    |  |
| 9.             | "Chicken Pickin'"     | Eric Johnson   | 2:09    |  |
| Duração total: | Duração total:        | Duração total: | 41:33   |  |

## Músicos
- Eric Johnson - Vocais, Guitarras
- Stephen Barber - Teclados
- Kyle Brock - Baixo Elétrico
- Bill Maddox - Bateria